# Mailly (Saona i Loira)
|  | Per a altres significats, vegeu «Senyoria de Mailly». |

Mailly és un municipi francès, situat al departament de Saona i Loira i a la regió de Borgonya - Franc Comtat. L'any 2007 tenia 177 habitants.

## Demografia

### Població
El 2007 la població de fet de Mailly era de 177 persones. Hi havia 73 famílies, de les quals 24 eren unipersonals (12 homes vivint sols i 12 dones vivint soles), 16 parelles sense fills, 21 parelles amb fills i 12 famílies monoparentals amb fills.
La població ha evolucionat segons el següent gràfic:
Habitants censats

### Habitatges
El 2007 hi havia 111 habitatges, 75 eren l'habitatge principal de la família, 28 eren segones residències i 8 estaven desocupats. 107 eren cases i 4 eren apartaments. Dels 75 habitatges principals, 66 estaven ocupats pels seus propietaris, 7 estaven llogats i ocupats pels llogaters i 2 estaven cedits a títol gratuït; 4 tenien dues cambres, 6 en tenien tres, 20 en tenien quatre i 45 en tenien cinc o més. 59 habitatges disposaven pel capbaix d'una plaça de pàrquing. A 30 habitatges hi havia un automòbil i a 35 n'hi havia dos o més.

### Piràmide de població
La piràmide de població per edats i sexe el 2009 era:
| Homes | Edats   | Dones |
| ----- | ------- | ----- |
| 0     | 95 o +  | 0     |
| 0     | 90 a 94 | 0     |
| 0     | 85 a 89 | 8     |
| 0     | 80 a 84 | 4     |
| 4     | 75 a 79 | 4     |
| 4     | 70 a 74 | 4     |
| 0     | 65 a 69 | 4     |
| 8     | 60 a 64 | 4     |
| 16    | 55 a 59 | 12    |
| 0     | 50 a 54 | 0     |
| 4     | 45 a 49 | 4     |
| 8     | 40 a 44 | 8     |
| 8     | 35 a 39 | 4     |
| 8     | 30 a 34 | 8     |
| 0     | 25 a 29 | 0     |
| 0     | 20 a 24 | 0     |
| 4     | 15 a 19 | 8     |
| 4     | 10 a 14 | 4     |
| 8     | 5 a 9   | 8     |
| 0     | 0 a 4   | 0     |

## Economia
El 2007 la població en edat de treballar era de 100 persones, 66 eren actives i 34 eren inactives. De les 66 persones actives 63 estaven ocupades (32 homes i 31 dones) i 3 estaven aturades (1 home i 2 dones). De les 34 persones inactives 15 estaven jubilades, 10 estaven estudiant i 9 estaven classificades com a «altres inactius».

### Ingressos
El 2009 a Mailly hi havia 75 unitats fiscals que integraven 168 persones, la mediana anual d'ingressos fiscals per persona era de 14.490 €.

### Activitats econòmiques
Dels 2 establiments que hi havia el 2007, 1 era d'una empresa d'hostatgeria i restauració i 1 d'una empresa de serveis.
L'únic servei als particulars que hi havia el 2009 era un restaurant.
L'any 2000 a Mailly hi havia 15 explotacions agrícoles que ocupaven un total de 497 hectàrees.

## Poblacions properes
El següent diagrama mostra les poblacions més properes.